# Брахтендорф
Брахтендорф (нем. Brachtendorf) — община в Германии, в земле Рейнланд-Пфальц. 
Входит в состав района Кохем-Целль. Подчиняется управлению Кайзерзеш.  Население составляет 272 человека (на 31 декабря 2010 года). Занимает площадь 2,45 км².